# Сунгирь
Сунгирь (Добросельская) — верхнепалеолитическая стоянка древнего человека на восточной окраине Владимира в месте впадения одноимённого ручья в реку Клязьма, в километре от Боголюбова. 
Обнаружена в 1955 году при строительстве завода, первично обследована студентами С. Н. Астаховым и Е. Н. Черных. Полномасштабные раскопки начала в августе 1957 года экспедиция института археологии АН СССР, которую возглавлял д. ист. н. Отто Бадер.
Сунгирь — одна из самых богатых и исследованных стоянок древнего человека: в ходе раскопок, которые велись здесь почти 30 лет, было сделано около 70 тысяч археологических находок. Антропологические находки представлены в Сунгири изолированным черепом, шестью скелетами, бедренной костью без эпифизов и обломком бедренной кости. Сунгирь известна погребениями умерших в богато украшенной одежде: мужчина 40—50 лет (Сунгирь-1), подростки: 12—14 лет (Сунгирь-2) и 9—10 лет (Сунгирь-3). По данным генетики, подростки (лежавшие головами друг к другу) были кузенами. В могиле одного из мальчиков найдено больше погребального инвентаря, чем во всех остальных захоронениях верхнего палеолита вместе взятых, что, возможно, указывает на наличие социального неравенства уже в столь ранний период.
Это самая северная из стоянок, относящихся к максимуму последнего оледенения: в считанных километрах к северу от стоянки начинался ледник. Основным занятием сунгирцев была охота на северных оленей, бизонов, лошадей, волков, росомах и мамонтов. На месте стоянки планируется создать археологический парк. Часть экспонатов выставлена с ноября 2023 года в экспозиции Владимиро-Суздальского музея-заповедника под названием «Сунгирь. Верхний палеолит в центре Русской равнины».

## Возраст
Первоначально возраст стоянки оценивался в 25 тыс. лет. При этом даты, полученные из отобранных образцов в разных лабораториях, довольно сильно различаются, хотя находятся в пределах брянского или средне-валдайского интерстадиала (молого-шекснинского межледниковья) валдайского оледенения. По данным исследований Оксфордского университета возраст парного погребения оценивается в 28 700—29 900 календарных лет назад; серия дат, полученная в Университете Аризоны — 30 600—31 700 календарных лет назад; дата, полученная в Кильском университете — около 30 500 календарных лет назад.
В 2012 году датирование, основанное на современных методах очистки образцов, дало значение 30 100 ± 400 радиоуглеродных лет или 34 611—33 989 л. н. (калиброванная дата). Для погребения могилы 3 получено значение 30 000 ± 550 радиоуглеродных лет или 34 654—33 678 л. н. (калиброванная дата), что, скорее всего, ближе реальному времени функционирования Сунгирьской стоянки.

## Археологические находки
Культурный слой деформирован и залегает в суглинках на глубине порядка 4 м. Деформированность культурного слоя выражается в том, что кости нередко находят в вертикальном положении. Единственная бедренная кость пожилого мужчины Сунгирь-4 оказалась ёмкостью для охры. Эта кость использовалась в культовых целях и должна была чем-то помочь детям в загробном мире. Первоначально посчитали, что это бедренная кость пещерного льва. Изучив трабекулярную структуру кости, Е. Н. Хрисанфова выявила её принадлежность человеку. Позднее оказалась, что кость принадлежит прямому предку детей.

Одежда подростков была обшита бусами из бивня мамонта (до 10 тысяч штук), что позволило реконструировать их одежду (оказавшуюся похожей на костюм современных северных народов); кроме того, в могилах были браслеты и другие украшения из мамонтовой кости. Исследования В. С. Житенёва показали, что многие украшения были изготовлены специально для погребения, так как на них остались следы вырезания, шероховатости, неровности. Изготавливались они как опытными мастерами, так и детьми. В могилу были положены сделанные из мамонтовой же кости дротики и копья, включая копьё длиной 2,4 м. Для изготовления копий бивни были выпрямлены по специальной технологии. Погребения были присыпаны охрой. 
 Также в культурном слое были обнаружены следы полужидкой красной смеси. В ходе её многофакторного анализа было установлено, что жившие на стоянке люди окрашивали предметы и одежду клейкими пастообразными красками. Ими густо покрыты погребальные наряды мужчины и мальчиков.
В Сунгири найдены каменные сверлёные подвески и заготовки со следами начала сверления, подвески из просверленных клыков песца и одна подвеска из клыка волка. Высок процент изделий из рогов оленя — 16 %. Трасологи выяснили, что так называемый «жезл начальника», орнаментированный высверленными лунками, выполнял роль катушки при изготовлении верёвок.

## Антропологические данные
Сунгирцев относят к кроманьонцам. Взрослые были высокорослы (178 см). Человек из Сунгиря отличался брахиморфией, большим ростом, большим условным показателем объёма и высоким отношением массы тела к его поверхности и по особенностям телосложения был прямо противоположен человеку из Костёнок-14 (Маркина гора). Сунгирь 1, скорее всего, включается в наиболее многочисленный краниологический вариант, представленный Шанселяд, Комб-Капель, Пршедмости 3 и 9, Младеч 1, Уртьяга В1, и, возможно, Сан-Теодоро 1, 3, Барма Гранде 5. Использование методики определения возраста по гистологической структуре компактной костной ткани диафизов трубчатых костей позволило определить биологический возраст индивидов Сунгирь-1 и Сунгирь-4 в 35—44 года.
Рентгеноструктурный анализ скелета мужчины Сунгирь 1 позволил установить, что он характеризуется пониженной кортикализацией и очень обширным пространством, которое заполнял костный мозг. У сунгирца очень мала плотность кортикального слоя в архитектуре плечевых костей по сравнению с большинством позднейших выборок. По этому показателю, характеризующему объём костного мозга, выполняющего важную кроветворную функцию, сунгирец располагается между эскимосами и алтайскими афанасьевцами из Куроты II. Максимальные различия сунгирца обнаружены с натуфийскими группами. Эти данные свидетельствуют о повышенной функции кроветворения у обитателей палеолитического севера, позволившей им выжить в экстремальных условиях. Эрик Тринкаус, проведя сравнительный биомеханический анализ проксимальных фаланг пальцев ног у мужчины Сунгирь 1, пришёл к выводу, что он носил обувь. С помощью компьютерной томографии и методов трасологии палеоантропологи обнаружили, что взрослого мужчину Сунгирь-1 убили, проломив сверху череп ударом массивного предмета с острым краем (крупным сколом или плоско-выпуклым бифасом), когда он стоял на коленях. После удара в череп мужчине было нанесено повреждение на первом грудном позвонке, после чего он быстро скончался от потери крови. Традиционно считалось, что убийство было совершено в результате социального конфликта, однако новейшие исследования указывают на то, что имело место ритуальное жертвоприношение.
Мужчина S1 длительное время колол камни, дрова или бивни. Мальчик S3 часто повторял одно и то же действие: сидел на коленях и что-то крутил правой рукой. По форме его черепа предположили, что он переносил на голове тяжести на большие расстояния. Подросток S2 большую часть жизни сидел на корточках.
Анализы стабильных изотопов в коллагене костей обитателей Сунгиря показали, что основным источником белковой пищи были наземные травоядные животные, главным образом северный олень. Средние значения δ13C = −19,7 ± 0,2 ‰ и δ15N = +11,8 ± 0,2 ‰. В костном детрите людей со стоянок Сунгирь и Мальта́ эпохи второй половины позднего палеолита значения изотопных коэффициентов коллагенового азота составляет 11,3—12,2 ‰, что ниже чем у более древнего усть-ишимского человека эпохи начала позднего палеолита (13,49—14,47 ‰). Концентрация изотопа азот-15 в костном коллагене жителей Сунгири превышает атмосферную в среднем на 1,18 %, в коллагене костей волка — на 0,98 %, в коллагене костей северного оленя — на 0,57 %. Это говорит о том, что в рационе обитателей стоянки преобладало мясо северных оленей, а не мамонтов, что подтверждается обилием костей северных оленей в Сунгири. У женщины Сунгирь-5 концентрация изотопа азот-15 в коллагене превышает атмосферную на 1,29 %. Это говорит о том, что эта женщина употребляла в пищу много пресноводной рыбы, гораздо больше, чем Сунгирь-1, −2 и −3.
Наиболее богатое захоронение эпохи палеолита (в мировом масштабе) принадлежит мальчику Сунгирь 3, в рационе которого отсутствовала традиционная животная или растительная пища: по-видимому, с самых юных лет он питался одними беспозвоночными. Что интересно, аналогичный рацион выявлен у его предка Сунгирь 4. Обычно такие пищевые запреты носят ритуальный характер.

## Палеогенетика
Первый анализ митохондриальной ДНК показал, что образцы S2 и S3 были, скорее всего, братом и сестрой, так как имели одинаковую мутацию CRS 16129. Позже выяснилось, что Сунгирь 3 был мужского пола, причём они с Сунгирь 2 были двоюродные или троюродные братья. Сунгирские подростки не состояли в близком родстве с взрослыми мужчинами, однако Сунгирь 4 был их предком (вероятно, прапрадедом). Все индивиды принадлежали к одной популяции с эффективной численностью ок. 200—500 человек.
Всего палеогенетики обследовали шесть образцов из Сунгири (SI—SVI). У женщины Сунгирь-5 сохранность эндогенной ДНК оказалась очень низкой — ниже 0,1 %, поэтому её исключили из дальнейшего исследования. У палеолитических образцов Сунгирь 1, 2, 3 и 4 (34,6—33,7 тыс. л. н.) определена Y-хромосомная гаплогруппа C>C1>C1a>C1a2 (субклад C1a2-V20>Y37006* у Сунгирь 4; субклад C1a2-Y37020 у Сунгирь 2 и 3). У образца Сунгирь 1 определена митохондриальная гаплогруппа U8c, у остальных — митохондриальная гаплогруппа U2 (субклад U2f2). Позднепалеолитические особи из Сунгири демонстрируют более близкое генетическое родство с особью из Костёнки 12, чем с особью Костёнки 14. Сунгирские позднепалеолитические особи также демонстрируют близкое генетическое родство с позднепалеолитическими особями из чешского Дольни-Вестонице, которые относятся к граветтской культуре и вместе образуют кластер Вестонице (Vestonice Cluster).
У средневекового образца Сунгирь 6 (фрагмент нижней челюсти) возрастом 730—850 л. н. (житель Владимиро-Суздальского княжества) определена Y-хромосомная гаплогруппа I2a1b2 (субклад I2a1b2a1a-CTS10228 (Din)>I2a1b2a1a1a1a3-A16681>A16681*) и митохондриальная гаплогруппа W3a1 (субклад W3a1f*).

## Археологический контекст
В ходе земляных работ 30 апреля 1981 года при подготовке площадки для строительства механосборочного цеха Владимирского тракторного завода на правом берегу реки Рпень была обнаружена стоянка первобытного человека эпохи палеолита, названная Русанихой. В культурном слое стоянки найдено большое количество каменных орудий труда, схожих с теми, что были найдены на стоянке Сунгирь, расположенной в 8 километрах к востоку от Русанихи. Среди обнаруженных костей животных преобладали останки мамонта. По предположению учёных, Русаниха была временным лагерем охотников, а Сунгирь — их базовой стоянкой.
Культура стоянок Сунгирь и Русаниха более развита, чем стрелецкая, хотя в целом у них много общего, особенно в технике обработки камня и наборе каменных орудий. О. Н. Бадер и А. Н. Рогачёв были склонны относить Сунгирь к позднему этапу стрелецкой культуры. Ряд учёных отмечают в её материальной культуре как ориньякоидные, так и селетоидные черты. Большинство исследователей, относящих индустрию Сунгири стрелецкой культуре, называют источником её генезиса среднепалеолитические индустрии восточного микока Крыма. Изделия из мамонтовой кости имеют сходство с находками из раннеориньякских местонахождений.

## В культуре
«Дело о пропавшей учительнице, или параллельные человечества палеолита» — книга для детей Маши Рупасовой и Станислава Дробышевского, издана в 2021 г.
20 февраля 2024 года на телеканале «Культура» вышел выпуск программы «Наблюдатель», посвященный стоянке Сунгирь.